# Mirafra fasciolata
Mirafra fasciolata là một loài chim trong họ Alaudidae.